# Fissidens ceylonensis
Fissidens ceylonensis là một loài Rêu trong họ Fissidentaceae. Loài này được Dozy & Molk. mô tả khoa học đầu tiên năm 1844.